# 山口智広
山口 智広（やまぐち ともひろ、1987年12月26日 - ）は、日本の男性声優。東京都出身。東京俳優生活協同組合所属。

## 略歴
2009年、大学在学中にウルトラシリーズの楽曲を歌うユニット「voyager」のメインボーカルとしてデビュー。のちに声優の仕事をしたいと相談した人物から井上和彦を紹介され、B-Boxの養成所に入所した。
2009年2月、阿部大樹（現：阿部太樹）と声優ユニット「SilverBullet」を結成。2011年5月、ユニット名を「dischord」に改名。
2013年7月14日の『ウルトラマンROCKDAY4』を最後にvoyagerを卒業。現在はゲストボーカルという形で活動に参加している。
2016年『CHEATING CRAFT』にてテレビアニメ初主演。
2017年3月23日付で名前を「山口智大」から「山口智広」へと改名する。
voyager、dischordの楽曲の作詞や作曲も手がけ、個人でもシンガーソングライターとして活動をしている。
2023年3月31日付でB-Boxを退所。同年5月1日、東京俳優生活協同組合への所属を発表。
2023年12月26日にバンド『Cait-C』が始動、MV、1st singleが上がった。

## 人物
声域はテノール。
免許・資格は普通自動車、普通自動二輪車免許。
特技は料理。趣味・スポーツは歌唱、釣り（エリアトラウト）、楽器演奏。

## 出演
太字はメインキャラクター。

### テレビアニメ
2011年
- 輪るピングドラム（生徒）

2014年
- 超爆裂異次元メンコバトル ギガントシューター つかさ（2014年 - 2015年、桐谷.M.キリト、桐谷.M.ヨシト）
- ブラック・ブレット（刑事A）

2016年
- 銀河機攻隊 マジェスティックプリンス（チームスカーレルリーダー）
- CHEATING CRAFT（諸葛睦明）
- バッテリー（大平）
- 一人之下 the outcast（2016年 - 2018年、王並、ルームメイトB、速達員C） - 2シリーズ
- Bloodivores（パオ・ミェン）
- ヘボット!（2016年 - 2017年、カットビタイガー、呉多島デンタウロス、ミズミズキ、ネイルガンドラゴン）

2017年
- 龍の歯医者
- カードファイト!! ヴァンガードG NEXT（ファイター）
- 夏目友人帳 陸（生徒たち、祓い屋）
- TSUKIPRO THE ANIMATION（友人B、イベントMC、ラーメン屋店員、スタッフC、撮影スタッフ 他）

2018年
- 恋は雨上がりのように（客、男子生徒、学生）
- ひそねとまそたん（寺西、自衛官C、自衛官、通信員B）
- BANANA FISH（兵士、仲間、囚人、ウー、軍団員 他）
- つくもがみ貸します（平蔵）
- 色づく世界の明日から（まほう屋客、クラスメイト）
- CONCEPTION（客1、チンピラA、男たち、タカシ）
- FAIRY TAIL（2018年 - 2019年、信者、マリン・ホーロウ、ギルドメンバー、魔導士、人々）
- 逆転裁判 〜その「真実」、異議あり!〜（乗務員）

2019年
- さらざんまい（タク）
- 魔入りました!入間くん（よっちゃん）

2020年
- カードファイト!! ヴァンガード（オペレーターB）
- 虚構推理（2020年 - 2023年、名無、匿名、化け物、耕也〈回想〉） - 2シリーズ
- トミカ絆合体 アースグランナー（2020年 - 2021年、パフパフ、アナウンサー、テツ、テツパパ、ガーディアン）

2021年
- 装甲娘戦機（青年）
- ログ・ホライズン 円卓崩壊（ゆきお、冒険者、ラディープ）
- おそ松さん（若手AI）
- EDENS ZERO（2021年 - 2023年、マイケル、冒険者、武装兵、セドリック、小型ボット） - 2シリーズ
- SDガンダムワールド ヒーローズ（船員、不良、信長軍兵士、ロビンフットガンダムAGE-2）
- 月が導く異世界道中（2021年 - 2024年、ヒューマン①、シトラス、ダエナ＝セブルス） - 2シリーズ
- 闘神機ジーズフレーム（砲撃士、アトラハーシス クルー、砲撃士1、砲術士）

2022年
- 佐々木と宮野（男子）
- 賢者の弟子を名乗る賢者（トモキ）
- メイドインアビス 烈日の黄金郷
- ぷにるんず（2022年 - 2025年、うるるん） - 3シリーズ
- 転生したら剣でした（赤犬族の子分③、冒険①、ハイゴブリン①、クラッド）
- BLEACH 千年血戦篇（死神）

2023年
- スキップとローファー（越野、山本、男子学生）
- 呪術廻戦 懐玉・玉折/渋谷事変（TVアナウンス）
- め組の大吾 救国のオレンジ（研修生B）
- 聖剣学院の魔剣使い（ザリック・マシェド）
- ドラえもん（テレビ朝日版第2期）（トンちゃん）

2024年
- 治癒魔法の間違った使い方（近衛兵B、男性B、ディン）
- 異世界でもふもふなでなでするためにがんばってます。（闘鬼）
- となりの妖怪さん（大石将希）
- HIGHSPEED Étoile（進行係、会場アナウンス）
- 魔王軍最強の魔術師は人間だった（兵士D）
- 【推しの子】（バーテンダー）
- ひとりぼっちの異世界攻略（不良A）
- ドラゴンボールDAIMA（2024年 - 2025年、ピッコロ〈ミニ〉）
- シャングリラ・フロンティア（モブB）

2025年
- この会社に好きな人がいます（企画部男性社員、経理部男性社員、リポーター、彼氏、野々山 他）
- メダリスト（白根琥珀）
- 最強の王様、二度目の人生は何をする?（ジェイムソン）
- まったく最近の探偵ときたら（翌檜ユウ）

### 劇場アニメ
- 君の名は。（2016年、松本）
- 薄暮（2019年）
- あんさんぶるスターズ!!-Road to Show!!-（2022年、椎名ニキ）
- すずめの戸締まり（2022年）
- しん次元! クレヨンしんちゃん THE MOVIE 超能力大決戦 〜とべとべ手巻き寿司〜（2023年、イケメン）
- デッドデッドデーモンズデデデデデストラクション（2024年、西郷） - 後章

### OVA
- 暗殺教室（2013年、三村航輝）※ジャンプスーパーアニメツアー2013上映作品
- BLB（2014年、藤田紫[25]）

### Webアニメ
- むすんでひらいて（2018年、村田[26]）
- ULTRAMAN（2019年、イガル星人）
- 終末のワルキューレ（2021年、ムニン[27]、男性、宝蔵院胤舜）
- スーパー・クルックス（2021年、デイブ）
- Shenmue the Animation（2022年、ユアン）
- BASTARD!! -暗黒の破壊神-（2023年、ザック・ワルダー[28]）

### ゲーム
2009年
- サイキン恋シテル?（男子生徒A）
- セキレイ 〜未来からのおくりもの〜
- Tomb Raider: Underworld

2010年
- 「超」怖い話DS 青の章

2011年
- BEYOND THE FUTURE - FIX THE TIME ARROWS -

2012年
- コープスパーティー THE ANTHOLOGY サチコの恋愛遊戯♥Hysteric Birthday 2U（犬丸晴行）

2014年
- OTOGEAR〜オトギア〜（ピノキオ）
- コープスパーティー BLOOD DRIVE（犬丸晴行）

2015年
- 終天のトロイメライ（司）
- ヒーローズ・ヒストリア（ケヴィン）
- Wプロポーズ（東雲真琴）

2016年
- ドラゴンハンターCOOP

2017年
- ファイトリーグ（ドリル・ドライバー・DENDO、244戦地の投換手 ダーツァ）

2018年
- 実況パワフルプロ野球2018（覆水武明）
- DREAM!ing（柴咲真也）

2019年
- LINE ゴッタマゼイヤー（漆黒の慧眼王ナレス）

2020年
- あんさんぶるスターズ!! Basic / Music（椎名ニキ） - 2作品
- キャプテン翼 RISE OF NEW CHAMPIONS
- AnotherPrince 〜失われた物語〜（アリス）

2023年
- 狼ゲーム アナザー（藍沢トモヤ）

2024年
- モンスターストライク（羅生門）
- 聖剣伝説 VISIONS of MANA（コーダ）
- ドラゴンボールスーパーダイバーズ（ピッコロ〈ミニ〉）

2025年
- ドラゴンボールZ カカロット（ピッコロ〈ミニ〉）

### ドラマCD
- 甘利先生の華麗なセミナー（石川治）
- E22（二階堂洋）
- KI-FOMM 第1巻（宇賀神泰永）
- トラスティベル 〜ショパンの夢〜（兵士C）
- コープスパーティー 嵐を呼ぶ！ 廃旅館一泊二日の旅（犬丸晴行[39]）
- リーマン戦隊タカナシレンジャー（SilverBullet名義で主題歌担当）
- なんか淫魔がみえちゃってるんですけど（天方、所員）
- ぷちっとはじけた、（男性客A）

### 吹き替え

#### 映画
- カランジル（デウスデッチ）
- 彼氏と彼女の不都合なセックスのこと！（ジャスティン）
- ケイティーのロストバージン日記
- ザ・サンクチュアリ
- ザ・トゥルーロマンス（ロバート）
- 幸せになるための10のバイブル（ケビン・リップワークス）
- ジキル博士の記憶（ウォルター・スウェイン）
- 女性鬼
- スーパーヒーロー・パンツマン（トミー）
- 大明宮
- バイオ感染
- ビフォア・アイ・フォール（ケント・マックフラー）
- ブレイブ・ファイターズ
- マーダー・フィルム（ボビー）

#### ドラマ
- 青い海の伝説（タムリョン〈青年〉）
- デッド・トゥ・ミー 〜さようならの裏に〜（チャーリー）
- ハンニバル（少年）
- 花郎〈ファラン〉（ヨウル[40]）
- FAMOUS IN LOVE（ビンス）
- MANIFEST/マニフェスト

#### アニメ
- アーチボルドの大冒険（フィンリー）
- 永遠に12才！（ダスティン 他）
- スーパーヒーロー・パンツマン

### デジタルコミック
- PEACE MAKER鐵 油小路編（2013年、菊池）
- 伯爵令嬢は犬猿の仲のエリート騎士と強制的につがいにさせられる（2024年、ユリウス[41]）

### 特撮
- ウルトラマンジード（2017年、ドンシャインの声）
- ウルトラギャラクシーファイト（2020年 - 2022年、アンドロメロスの声[42]） - 2シリーズ[一覧 6]
- シン・仮面ライダー（2023年）

### ラジオ
※はインターネット配信。
- Seki LaLa Radio♪（2012年 ‐ 2013年、YouTube※[43]）
- ダブリルムーンアワー 誘惑RADIO〜イイラジ〜（いいなりラジオ）（2014年 - 2016年、RADIO TOMO!※）
- あんさんぶるスターズ!!『ALKALOID』＆『Crazy:B』のラジオスクエア!!（2019年11月29日 - 2020年11月27日、音泉※）
- 重松千晴と山口智広のおま釣りナイトフィーバー⤴（2025年 - 、ラジオ関西・アニたまどっとコムチャンネル※）

### ラジオCD
- DJCD イイナリRADIO〜イイラジ〜（2015年）[44]

### ナレーション
- ウルトラマンフェスティバル2017CM[45][46]

### 映像商品
- コープスパーティー『如月学園』 〜如月祭〜（2015年）
- あんさんぶるスターズ!!ユニットソングCD ALKALOID & Crazy:B リリースライブ ～Kiss of Party～（2021年4月28日）[47]
- あんさんぶるスターズ! ! Starry Stage 4th -Star's Parade- August
- Web あんさんぶるスターズ!! あんスタチャンネル presents CAFE CINNAMON ニキズキッチン vol.1（2022年05月26日）
- Web あんさんぶるスターズ!! あんスタチャンネル presents CAFE CINNAMON ニキズキッチン vol.2（2022年12月26日）

### 舞台
- d'Theater
  - 「豚とオートバイ」（2008年）医者D、酒場の男A、検事、弁護士A 役
- 劇団東京都鈴木区
  - 「ヘッドライン×デッドライン ダッシュ」（2012年）ウェイター・遥太 役
  - 「ヒーロー ア ゴーゴー!」（2012年 - 2014年）戦闘員ナエルデネ、飛谷遥太 役
  - 「いるわけないしっ！」（2013年）遥太 役、劇中映像編集
  - 「BLT! 〜少女と金魚鉢〜」（2015年）クライアント・ひのふへ 役（Wキャスト）
  - 「ラストオーダー90分」（2016年）酔っ払い客 役（日替わりゲスト）
  - 「ヘッドライン×デッドライン」（2017年）声の出演
- ぱるエンタープライズ
  - 「ソウルドリームズ」（2013年）オサム 役
- LEVELS
  - 「観光ホテル オーシャン望海」（2015年・2016年）
  - 「You Can still Rock in Hospital Room」（2016年）
- チームジャックちゃん
  - 「マーメイドブーツ」（2016年）オケアヌス・サンタルクティス 役（Wキャスト）
- モレンジャ―Vひにょうきか製作委員会
  - 「朗読劇 モレンジャーV」（2016年）サブキャスト、アフタートークMC
- BQMAP
  - 「88」（2017年）
- B-Box
  - 「B-Box SPECIAL THEATER「古池家の人々」」（2017年）

### 朗読劇
- 朗読劇『ドリアン・グレイの肖像』
- 声優朗読劇 フォアレーゼン 〜北辰に馳せる野馬〜[48]（2023年10月22日、福島県 南相馬市民文化会館ゆめはっと）
- 声優朗読劇 フォアレーゼン 〜さざ波の音が聞こえる〜[49] （2023年10月28日、山梨県 甲斐市双葉ふれあい文化館 大ホール）
- 江戸川乱歩 名作朗読劇「怪人二十面相－暗黒星－」（2024年2月27日、博品館劇場）[50]
- 朗読劇「若きウェルテルの悩み」（2024年5月3日、TOKYO FM HALL）[51]
- 朗読劇「ネコたん！〜猫町怪異奇譚〜」（2024年5月10日、あうるすぽっと）[52]
- 声優朗読劇フォアレーゼン〜アクション・ペインター 白髪一雄〜（2024年8月25日、あましんアルカイックホール・オクト）[53]
- eeo Stage reading 朗読劇「はなしぐれ」（2025年1月9日 - 13日、CBGKシブゲキ!!） - 甲斐田恭介 役[54]
- 朗読劇 サラ・ベルナールの「サロメ」（2025年7月31日、城西国際大学紀尾井町キャンパス1号館内 地下ホール） - オスカー・ワイルド 役[55][56]
- VISIONARY READING「三島由紀夫レター教室」（2025年10月7日〈予定〉、紀伊國屋ホール） - 丸トラー 役[57]

### PV
- 近江知永「Beloved」
- がーるず★パラダイス〜逆ハーレム編集部〜（ナレーション）
- 聖母の断罪 PV（2023年、流桐崇[58]）

### その他コンテンツ
※はインターネット配信。
- あじととも。（2020年9月14日、-絆- on Stage 2020※[59]）
- あじととも。&しげ。（2020年12月26日、-絆- on Stage 2020※[60]）
- オールナイト声優フジ -ALLNIGHT SAY YOU FUJI- (2021年、フジテレビTWO [61])
- ボイレピ♪ 朝ごはん #21 山口智広さんの声で作る「タイのお粥 ジョーク」（2021年）[62]
- 恋愛寮においでよ☆ ボイスドラマ（2022年、ポプラキミノベル公式YouTubeチャンネル※）瀬名颯真  役、柳伊織 役[63]
- 声優が語る怖い話 第参幕-一夜草-（2023年8月13日、ひらしん平塚文化芸術ホール）[64]

## ディスコグラフィ
- 感情ループ
- GOOD CHOICE（2015年8月1日）

SilverBullet名義
- graviton-Winter Selection Vol.2-（2009年1月30日）

dischord名義
- escape
- BLB Theme Songs Single CD（2014年10月24日）

### キャラクターソング
| 発売日   | 商品名                                                             | 歌 | 楽曲                                                                                      | 備考                                   |
| 2018年   | 2018年                                                             | 2018年 | 2018年                                                                                    | 2018年                                 |
| -------- | ------------------------------------------------------------------ | --- | ----------------------------------------------------------------------------------------- | -------------------------------------- |
| 9月26日  | TAKE A DREAM!!                                                     | 三毛門紫音（蒼井翔太）、花房柳（古川慎）、浅霧巳影（立花慎之介）、柴咲真也（山口智広）、白華時雨（小林裕介）、槙千鶴（土岐隼一）、志部谷幽（畠中祐）、牛若湊（中島ヨシキ） | 「ゆめの世界へようこそ」                                                                  | ゲーム『DREAM!ing』関連曲              |
| 2019年   |                                                                    | |                                                                                           |                                        |
| 3月27日  | BLACK OUT/HAPPY ENTERTAINER 〜ゆめライブCD 黒寮VS白寮〜            | 虎澤一生（深町寿成）、浅霧巳影（立花慎之介）、花房柳（古川慎）、三毛門紫音（蒼井翔太）、柴咲真也（山口智広）、白華時雨（小林裕介） | 「HAPPY ENTERTAINER」                                                                     | ゲーム『DREAM!ing』関連曲              |
| 3月27日  | BLACK OUT/HAPPY ENTERTAINER 〜ゆめライブCD 黒寮VS白寮〜            | 望月悠馬（島﨑信長）、花房柳（古川慎）、新兎千里（花江夏樹）、獅子丸孝臣（内田雄馬）、針宮藤次（豊永利行）、三毛門紫音（蒼井翔太）、虎澤一生（深町寿成）、浅霧巳影（立花慎之介）、柴咲真也（山口智広）、白華時雨（小林裕介）、竜ヶ崎仁（武内駿輔）、槙千鶴（土岐隼一）、志部谷幽（畠中祐）、牛若湊（中島ヨシキ）、久磨凛太朗（柿原徹也）、ビアンキ由仁（天野七瑠） | 「TAKE A DREAM!!（特進生集合Ver.）」                                                      | ゲーム『DREAM!ing』関連曲              |
| 2020年   |                                                                    | |                                                                                           |                                        |
| 1月29日  | あんさんぶるスターズ!! ユニットソングCD Crazy:B                    | Crazy:B | 「Crazy Roulette」 「Be The Party Bee!」 「RISKY VENUS」                                  | ゲーム『あんさんぶるスターズ!!』関連曲 |
| 7月29日  | DREAM!ing ゆめライブCD side WHITE                                  | 柴咲真也（山口智広）、白華時雨（小林裕介） | 「涙雨」                                                                                  | ゲーム『DREAM!ing』関連曲              |
| 8月26日  | BRAND NEW STARS!!                                                  | ESオールスターズ | 「BRAND NEW STARS!!」                                                                     | ゲーム『あんさんぶるスターズ!!』主題歌 |
| 8月26日  | BRAND NEW STARS!!                                                  | ESオールスターズ | 「Walk with your smile」                                                                  | ゲーム『あんさんぶるスターズ!!』関連曲 |
| 12月23日 | あんさんぶるスターズ!! ESアイドルソング season1 Crazy:B            | Crazy:B | 「Honeycomb Summer」 「PARANOIA STREET」 「BRAND NEW STARS!!」                            | ゲーム『あんさんぶるスターズ!!』関連曲 |
| 2021年   |                                                                    | |                                                                                           |                                        |
| 1月27日  | あんさんぶるスターズ!! シャッフルユニットソングコレクション vol.01 | √AtoZ | 「デートプランA to Z」                                                                    | ゲーム『あんさんぶるスターズ!!』関連曲 |
| 6月23日  | FUSIONIC STARS!!                                                   | ESオールスターズ | 「FUSIONIC STARS!!」                                                                      | ゲーム『あんさんぶるスターズ!!』関連曲 |
| 7月14日  | あんさんぶるスターズ!! ESアイドルソング season2 Crazy:B            | Crazy:B | 「指先のアリアドネ」 「Noisy:Beep」                                                       | ゲーム『あんさんぶるスターズ!!』関連曲 |
| 8月18日  | STATION IDOL LATCH! 01                                             | 戸成綾 / 日暮里 （山口智広）、高良摩利央 / 御徒町（阿座上洋平） | 「Two as One?」                                                                           | 『STATION IDOL LATCH!』関連曲          |
| 2022年   |                                                                    | |                                                                                           |                                        |
| 3月9日   | あんさんぶるスターズ!! FUSION UNIT SERIES 07 Crazy:B × 2wink       | Crazy:B、2wink［葵ひなた&葵ゆうた（斉藤壮馬）］ | 「LEMON SQUASH CHEERS!」                                                                  | ゲーム『あんさんぶるスターズ!!』関連曲 |
| 3月9日   | あんさんぶるスターズ!! FUSION UNIT SERIES 07 Crazy:B × 2wink       | Crazy:B | 「FUSIONIC STARS!!」                                                                      | ゲーム『あんさんぶるスターズ!!』関連曲 |
| 2023年   |                                                                    | |                                                                                           |                                        |
| 7月19日  | あんさんぶるスターズ!!アルバムシリーズ 『TRIP』01 Crazy:B          | Crazy:B | 「Surprising Thanks!!」 「One with One」 「NA NA NA SUMMER NIGHT BeeAT」 「Crazy Anthem」 | ゲーム『あんさんぶるスターズ!!』関連曲 |
| 7月19日  | あんさんぶるスターズ!!アルバムシリーズ 『TRIP』01 Crazy:B          | 椎名ニキ（山口智広） | 「Yummy・Tummy・LOVE!!」                                                                  | ゲーム『あんさんぶるスターズ!!』関連曲 |
| 2024年   |                                                                    | |                                                                                           |                                        |
| 6月26日  | BRAND NEW STARS!!                                                  | ESオールスターズ | 「BRAND NEW STARS!!」 「Walk with your smile」                                            | ゲーム『あんさんぶるスターズ!!』関連曲 |
| 6月26日  | あんさんぶるスターズ!! シャッフルユニットソングコレクション vol.01 | √AtoZ | 「デートプランA to Z」                                                                    | ゲーム『あんさんぶるスターズ!!』関連曲 |
| 6月26日  | FUSIONIC STARS!!                                                   | ESオールスターズ | 「FUSIONIC STARS!!」                                                                      | ゲーム『あんさんぶるスターズ!!』関連曲 |